# Barbara Acklin
Pour les articles homonymes, voir Acklin.
Barbara Acklin, née le 28 février 1943 à Oakland (Californie) et morte le 27 novembre 1998 à Omaha (Nebraska) d'une pneumonie, est une auteure et chanteuse de R&B qui, entre autres, compte le succès Love Makes a Woman à la fin des années 1960.  

## Biographie
Pendant sa jeunesse, Barbara chante avec un chœur de gospel et sa carrière professionnelle débute comme vocaliste d'arrière-plan pour la compagnie de disque St. Lawrence Records. En utilisant le pseudonyme Barbara Allen, elle écrit des chansons et chante quelques singles avant de signer avec la compagnie Brunswick Records en 1967, repérée par Carl Davis (1934-2012) et un ancien membre de The Five Du-Tones.
Elle a enregistré en duo avec Gene Chandler ou en solo, des chansons de son cru ou produites par son mari, Eugene Record du groupe Chi-Lites sur les enregistrements desquels elle produit aussi les chœurs. Des chansons comme Am I the Same Girl (co-produite avec Sonny Sanders (en)), Just Ain't No Love et I Did It vont se hisser dans les top 40 succès R&B. Elle est co-auteure avec Record de Have You Seen Her (en), sorti octobre 1971 chez Brunswick, l'un des plus gros succès commerciaux de l'année.
À la fin des années 1970, elle fait une tournée avec Tyrone Davis et en 1984 elle enregistre avec le producteur Gene Chandler.
Barbara est la mère de cinq enfants, Eugene Jr., Bryan (Jerraine), Michelle, Angela, et Gena, tous issus de sa relation avec Eugene Record.

## Musicographie
- 1968 : Love Makes a Woman (Brunswick)
- 1969 : Seven Days of Night (Brunswick)
- 1970 : Someone Else's Arms (Brunswick)
- 1971 : I Did It (Brunswick)
- 1973 : I Call It Trouble (Brunswick) — contient I'll Bake Me A Man[3].
- 1975 : A Place in the Sun (Capitol)